# 燃燒！熱血韻律魂 押忍！戰鬥！應援團2
《燃燒！熱血韻律魂 押忍！戰鬥！應援團2》是由iNiS製作，任天堂在2007年5月17日于任天堂DS上發行的音樂遊戲軟體。遊戲以充滿強勁節奏的樂曲，搭配充滿笑料十足的漫畫風格，充分利用任天堂DS的觸控螢幕給玩家帶來樂趣。是《押忍！戰鬥！應援團》的續編。

## 曲目
1. 全力少年 
  - 原唱：スキマスイッチ
  - 遊戲中之應援求助者：花田剛(與第一部作品的第一首曲的應援對象是一樣)

故事:曾已面試99間公司也不採用，到最後1間公司務必要成功，可惜因得不到家人的支持。
2. リルラリルハ
  - 原唱：木村カエラ
  - 遊戲中之應援求助者：佐竹尤利加＆樁薰子

故事:某所女子中學的學生佐竹尤利加原本想參女子合唱部，可惜團長樁薰子說因收生不足面臨解散危機，佐竹尤利加要負責招收新人團帶領去訓綀和比賽。
3. 贈る言葉
  - 原唱者：FLOW
  - 遊戲中之應援求助者：海老山

故事:相撲界新人，教練和海老山父親說如果即將來臨相撲大賽落敗的話橋下相撲部會解散，而且要和他的弟弟和妹妹永遠分開。
4. POP STAR
  - 原唱者：平井堅
  - 遊戲中之應援求助者：黑岩慎太郎

故事:朝日綜合醫院的一名天才醫生，有一天突然辞去醫院醫生的工作，然後自行到一個小島進行醫療義務工作，可惜當地島民太多，除了治療人外也要治療動物和維修電器等工作。
5. Go my way
  - 原唱者：矢井田瞳
  - 遊戲中之應援求助者：楓

故事:曾經是有名的女摔角手，結緍後半年在她丈夫的媽媽開設的溫泉旅館工作，可惜工作時經常粗心大意，而且力量過大經常破壞旅館，而旅館主人命令她好好招呼(第一部作品的被應援者)陶藝師風林静山，否則她會與她丈夫被迫離緍。
6. ジュリアに傷心
  - 原唱者：チェッカーズ
  - 遊戲中之應援求助者：森山刈山（岬）

故事:某間理髮店店長,但比較少客人來光顧，突然有位十分英俊和技術超凡的理髮師要和店長比賽誰理髪較佳，以這間理髮店作賭注。
7. VISTA
  - 原唱者：GOING UNDER GROUND
  - 遊戲中之應援求助者：財古山太郎

故事:靴間屋的老闆，但鞋的存貨堆積如山而收入方面大赤字，在他对話中無意說出賣給外星人，妻子把他的假說當成認真，在火箭時他妻子命令他如果賣不光的話就不准回地球，而他要到金星販賣鞋子。
8. 少年ハート
  - 原唱者：HOME MADE 家族
  - 遊戲中之應援求助者：岡山桃太郎

故事:年約74歲的老人，他到銀行申取「年金」時，與銀行職員對話中，職員說桃太郎應要到惡鬼島進行「鬼退治」，但桃太郎否認這件事是真的，否認後職員立即離開，於是桃太郎最後決定嘗試到惡鬼島進行「鬼退治」。
9. 氣分上々↑↑
  - 原唱者：mihimaru GT
  - 遊戲中之應援求助者：大神五郎

故事:一名地盤工人，但他一看到屬圓形的東西會變成人狼，他所愛的女朋友未知這件事，他的「親方」說何時把事實說出來，但五郎絕對不說，在與他女朋友拍施當要忍著不要在女朋友面前變成人狼。
10. バンビーナ
  - 原唱者：布袋寅泰
  - 遊戲中之應援求助者：祭田達古也

故事:一名六歲的小朋友經常尿床，他洗澡後喝牛奶，但他的媽媽要他今夜不尿床，嘗試做一個大哥哥給他妺妺一個好榜樣(妹妹看扁哥哥又尿床)，睡覺時靠他自己的意志和應援團忍著尿。
11. BANG!BANG!バカンス
  - 原唱者：SMAP
  - 遊戲中之應援求助者：鴨川Christine

故事:一名戀愛小說作家(患有輕度愛情妄想症)可惜她在截稿前兩日也未找到靈感寫小說，要靠到過她的家的人和應援團來得到靈感來寫小說。
12. Believe
  - 原唱者：AI
  - 遊戲中之應援求助者：白鳥瑪娜

故事:白鳥瑪娜的姐姐是日本溜冰界新星，但瑪娜一直恨姐姐她可以代表日本出賽而自己沒有，夜時她姐姐獨自回家途中因車禍而喪生，瑪娜因此十分後悔自己當初這樣對她姐姐，她代替她姐姐代表日本出席溜冰比賽。
13. 族
  - 原唱者:氣志團
  - 遊戲中之應援求助者：山田總司、山下浩介、深井守

故事:工業區三間工廠三人的老闆，三人希望可以成為大企業，但區內出現巨型貓怪獸，此三人派出巨型機械人「富士一號」作戰，但此機械仍未完成，於是三人合力徹底完成這個巨型機械人擊退貓怪獸。
14. ミュージック・アワー 
  - 原唱者:ポルノグラフィティ
  - 遊戲中之應援求助者：青山和代、三田玉緒、白金松子

故事:三名主婦到她們極愛的國寶級歌星「星川JIN」的演唱會聽歌中，演出中途突然被一羣「狂牛團」的壞人捉著「星川JIN」，三名主婦為了她們的和其他歌迷等的幸福挺身而出救回「星川JIN」。
15. COUNTDOWN
  - 原唱者:HYDE
  - 遊戲中之應援求助者：朝日町及夕日町等人

故事:地球氣溫不知名不斷下降，原來太陽的壽命突然開始下降，令到世界各地不斷落下超巨大冰雹，令到地球沒有熱力便提早進入冰河時期，朝日町及夕日町等曾應援過的對象到高山避難，此時兩團應援團合作令大家振作，可是巨大冰雹再下落時，夕日町應援團撞開救了朝日町應援團，相反夕日町應援團犧牲了被巨大冰雹擊中。
16. 世界はそれを愛と呼ぶんだぜ
  - 原唱者:サンボマスター
  - 遊戲中之應援求助者：地球

故事:在朝日町及夕日町等人悲觀的情況下，祭田達古也挺起來帶領所有人不斷說應援團和向他們打氣，令夕日町應援團再次重生，然而兩團再度合作今地球所有人被應援，世界所有人集結力量奇蹟地向太陽發射力量令太陽重新向地球發出耀眼的光輝，最後朝日町及夕日町等人不斷向兩團應援團感謝。
17. Monkey Magic
  - 原唱者:GODIEGO
  - 遊戲中之應援求助者：猴子玩偶＆玩具士兵

故事:吉田風花的媽媽把風花從小最喜歡的猴子玩偶和玩具士兵誤以為垃圾而扔棄了，而猴子玩偶和玩具士兵知道風花她不會容易放棄他們於是他們自行回家，而且在途中經過多重難關才回家。
18. Glamorous Sky
  - 原唱者：中島美嘉
  - 遊戲中之應援求助者：馬撒斯

故事:一名小學四年級學生一直暗戀同班的一名女同學，只有他和另外兩名好友知道，但那名女同學要轉校，在她臨走前馬撒斯希望給一個美好的回億後離開。
19. サムライブルー
  - 原唱者：ZZ
  - 遊戲中之應援求助者：電訊超人

故事:聖誕節當日，林 太郎因加班而延誤了他和京香約會的時間，於他打算發送訊息給京香讓她知道，但因意外失手把他的手機掉下了水渠，因而電訊超人要趕快把訊息利用電波傳送到京香手機。

## 應援團團員

### 夕日町應援團 （孤高之應援團）
- 田中 一（容易模式）
- 一本木 龍太（普通模式）
- 百目鬼 魁（難模式）
- 齊藤 篤
- 鈴木 一徹
- 雨宮 沙耶花（華麗模式）
- 神田 葵
- 安娜·凌赫

### 朝日町應援團 （高潔之應援團）
- 菊地 新太（容易模式）
- 西園寺 隼人（普通模式）
- 鬼龍院 薰（難模式）
- 森山 剛
- 杉田 謙信
- 白咲 凜（華麗模式）
- 河合 穂花
- 水無月 麗華

## 外部連結
- （日語）官方網站 燃燒！熱血韻律魂 押忍！戰鬥！應援團 2 （页面存档备份，存于）